# Russell Tucker
Russell Tucker (né le 11 avril 1990 à Barberton) est un athlète sud-africain, spécialiste du lancer de disque.

## Biographie
En 2015 il est vainqueur de l'épreuve du lancer de disque à l'occasion des Jeux africains qui se déroulent à Brazzaville avec près de huit mètres d'avance sur le deuxième. 
En 2016, il devient champion d'Afrique (61,44 m), après le déclassement de son compatriote Victor Hogan (61,68 m) pour dopage.

### Palmarès
| Date | Compétition            | Lieu        | Résultat | Marque  |
| ---- | ---------------------- | ----------- | -------- | ------- |
| 2011 | Jeux africains         | Maputo      | 3e       | 55,98 m |
| 2012 | Championnats d'Afrique | Porto-Novo  | 3e       | 57,99 m |
| 2014 | Championnats d'Afrique | Marrakech   | 2e       | 62,15 m |
| 2015 | Universiade            | Gwangju     | 6e       | 57,31 m |
| 2015 | Jeux africains         | Brazzaville | 1er      | 60,41 m |
| 2016 | Championnats d'Afrique | Durban      | 1er      | 61,44 m |

### Records
| Épreuve | Performance | Lieu     | Date            |
| ------- | ----------- | -------- | --------------- |
| Disque  | 64,24 m     | Pretoria | 29 février 2016 |